# Сексосомния
Сексосомнията е форма на парасомния с бавно движение на очите (не-БДО) (подобна на сомнамбулизма), водеща до осъществяване на сексуални актове по време на сън. При това състояние сексуалните актове могат да включват: мастурбация, галене на себе си или други, секс с друг и в по-крайните случаи сексуален тормоз или изнасилване. Тъй като това е форма на не-БДО, тези, които изпадат в това състояние, по-късно не могат да си спомнят детайли от техните действия по време на сън.
Сексосомнията възниква паралелно с друг тип разстройства на съня като ходене на сън, сънна апнея, кошмари и др. и може да се предизвика от стрес, недостатъчно сън, употреба на алкохол или вещества.
Случаи на сексосомния са се появявали в медиите или са описвани в литературата.

## История на понятието
Първият лекар, говорил по темата секс по време на сън, е д-р Дейвид Саул Розенфелд, невролог и специалист по съня от Лос Анджелис, Калифорния. Състоянието е определено като тип парасомния от трима изследователи на съня от университета в Торонто и университета в Отава в статията през 1996, а терминът е даден през 2003. Предлаганата медицинска диагноза е сексуална не-БДО парасомния (NREM Arousal Parasomnia) и се счита за вариант на сомнамбулизма според Международената класификация на сънните разстройства (ICSD 2) на Американската академия по сънна медицина, публикувана през 2005.

## Психология и лечение
Страдащите от сексосомния често са наясно с поведението си дълго време преди да потърсят помощ. Често това е защото не знаят, че това е проблемно състояние, или от страх, че поведението им ще бъде осъдено като желано и съзнателно. В действителност реалността около сексосомнията се потвърждава от изследователите на разстройствата на съня, които са извършили аудио и видео записи на пациенти в това състояние и са наблюдавали необичайна мозъчна активност, подобна на тази при другите парасомници – прекъсване връзката съзнание – тяло по време на сън. В много случаи това е симптом на развиване на нервно-мускулно заболяване и се третира с мускулни релаксанти и други медикаменти.
Сексосомнията невинаги е проблематична или крайна като проявление за тези, които доставят удоволствие чрез нея на партньорите си. Има голямо разнообразие както в честотата, така и в нивата, в които хората са засегнати от това състояние.